# جوزيف جون عيسى
جوزيف جون عيسى (بالإنجليزية: Joseph John Issa)‏ هو شخصية أعمال جامايكي، ولد في 1 ديسمبر 1965.